# Station Piringen
Station Piringen is een voormalig spoorwegstation langs spoorlijn 23 (Drieslinter-Tongeren) in Piringen, een deelgemeente van de stad Tongeren. Het station is nu een woning.
In 1879, bij de ingebruikname van de spoorlijn, werd het station Piringen geopend. In 1891 werd Piringen een spoorweghalte die vanuit het station Jesseren werd beheerd.
0,0: Drieslinter ·
4,1: Zoutleeuw ·
7,0: Wilderen ·
9,9: Sint-Truiden ·
12,2: Melveren ·
13,1: Bernissem ·
15,4: Ordingen ·
18,7: Hoepertingen ·
22,0: Rullingen ·
22,6: Borgloon ·
24,3: Kerniel ·
27,3: Jesseren ·
28,9: Piringen ·
33,4: Tongeren